# Save Me (serie televisiva 2018)
Save Me è una serie televisiva britannica ideata, sceneggiata e interpretata da Lennie James. È trasmessa su Sky Atlantic (Regno Unito) dal 28 febbraio 2018 e disponibili dallo stesso giorno anche su Sky Box Sets e Now.
La serie segue Lennie James nei panni di Nelson "Nelly" Rowe, uno squattrinato la cui vita viene sconvolta quando Jody, la figlia estraniata da lui padre tredici anni fa, scompare misteriosamente.
Il 2 marzo 2018, dopo l'ottimo successo di critica, viene ordinata una seconda stagione della serie.

## Trama
In una ricerca instancabile per trovare la sua figlia scomparsa Jody, Nelly farà di tutto per scoprire la verità e scoprirà di più su se stesso e su chi lo circonda di quanto avrebbe mai potuto immaginare.

## Episodi
| Stagione         | Episodi | Prima TV UK | Prima TV Italia |
| ---------------- | ------- | ----------- | --------------- |
| Prima stagione   | 6       | 2018        | 2018            |
| Seconda stagione | 6       | 2020        | 2020            |

## Personaggi e interpreti

### Principali
- Nelson "Nelly" Rowe, interpretato da Lennie James, doppiato da Simone Mori.
- Claire McGory, interpretata da Suranne Jones, doppiata da Francesca Fiorentini.
- Fabio "Melon" Melonzola, interpretato da Stephen Graham, doppiato da Massimo Bitossi.
- Tam, interpretato da Jason Flemyng, doppiato da Christian Iansante.

### Ricorrenti
- Stace, interpretata da Susan Lynch
- Katrina "Teens" Betts, interpretata da Kerry Godliman, doppiata da Tiziana Avarista.
- Detective Shola O'Halloran, interpretata da Nadine Marshall, doppiata da Laura Romano.
- Barry McGory, interpretato da Barry Ward, doppiato da Riccardo Rossi.
- Detective Ian Thorpe, interpretato da Alan McKenna, doppiato da Massimo De Ambrosis.
- Jody McGory, interpretata da Indeyarna Donaldson-Holness
- BJ McGory, interpretato da Phil Dunster
- Goz, interpretato da Thomas Coombes
- Bernie Melonzola, interpretata da Alice Feetham
- Zita, interpretata da Camilla Beeput
- Dylan, interpretato da Nicholas Croucher
- Richard, interpretato da Struan Rodger
- Detective Leo Rainsford, interpretato da Ryan McKen
- Luke, interpretato da Alexander Arnold
- Gavin, interpretato da Ragevan Vasan
- Daisy, interpretata da Remmie Milner
- Marky Betts, interpretato da Jimmy Walker
- Helen Long, interpretata da Mia Austen
- Gideon, interpretato da Adrian Edmondson

## Produzione
La serie aveva visto la luce nel gennaio del 2017, con il titolo provvisorio Gone. Per Lennie James si tratta di un ritorno con la World Productions, con cui aveva lavorato a Line of Duty.

## Trasmissione internazionale
La serie è trasmessa anche negli Stati Uniti su Starz dal 6 settembre 2018. In Italia, la serie è trasmessa su Sky Atlantic dal 28 settembre 2018.

## Home Video
Il DVD della prima stagione è stato distribuito da Acorn Media il 7 maggio 2018.